# Nogajci
Nogajci (turško Nogaylar, rusko Ногайцы, Nogajci) so turška etnična skupina, ki živi v južnem evropskem delu Rusije, večinoma v severnokavkaški regiji (severni Dagestan, Stavropolski kraj, Karačaj-Čerkezija, Astrahan, Čečenija). Govorijo nogajski jezik in so potomci različnih mongolskih in turških plemen, ki so tvorila Nogajsko hordo.
Delijo se v dve glavni skupini:
- Ak Nogaj (severni Karačaj-Čerkezija)
- Kara Nogaj (ali Kiči)

## Zgodovina
V pisni zgodovini so jih prvi omenili predstavniki Osmanskega cesarstva, ki so prišli v Nogajsko stepo. Organizirani so bili po plemenih in se ukvarjali z nomadskim pašništvom. Imeli so dva glavna poglavarja, brata Jusufa in Ismaila Mirza. Jusuf Mirza je podpiral združitev z Osmanskim cesarstvom. Ismail Mirza, ki je bil povezan z Rusi, je iz zasede ubil svojega brata in se razglasil za poglavarja Nogajcev pod rusko oblastjo. Jusufovi pristaši so se odselili na Krim in Jedisan, stepe med Dneprom in Dnestrom, in se pridružili Krimskemu kanatu. Preimenovali so se v Kara Nogajce in bili kasneje znani kot Kiči (Mali). Tisti, ki so ostali v današnjem zahodnem Kazahstanu in na Severnem Kavkazu so privzeli ime Uli (Veliki/Močni).

## Geografska porazdelitev
V 1990. letih je na Severnem Kavkazu živelo 65.000 Nogajcev, razdeljenih na Ak (Belo) in Kara (Črno) nogajsko plemensko konfederacijo. Prebivajo v Dagestanu, Čečeniji ter Stavropolski pokrajini in Astrahanski oblasti. Od leta 1928 obstaja tudi Nogajski rajon v republiki Dagestan in Nogajski rajon v republiki Karačaj-Čerkezija.
Nekaj tisoč Nogajcev živi v Dobrudži (Romunija) v mestu Mihail Kogălniceanu  (Karamurat)  in vaseh Lumina (Kocali), Valea Dacilor (Hendekkarakuyusu)in Cobadin (Kubadin).
Približno 90.000 Nogajcev živi v Turčiji, največ v provincah Ceyhan/Adana, Ankara in Eskişehir. Nogajski jezik se še vedno govori v nekaj vaseh v osrednji Anatoliji, zlasti v okolici Slanega jezera, Eskişehirja and Ceyhana. Nogajci v Turčiji so ohranili tudi svojo kuhinjo: üken börek, kasık börek, tabak börek, şır börek, köbete in nogay şay – nogajski čaj iz vrelega mleka, čaja in masla, začinjen s soljo in poprom.
Kazaška Mala horda (kazaško Кіші жүз/Kişi jüz) je obsegala ozemlje nekdanjega Nogajevega kanata v zahodnem Kazahstanu. Del Nogajcev se je v 17.-18. stoletju pridružil Kazahom in ustvaril samostojen klan ali pleme Kazahi-Nogajci, ki je imelo približno 50.000 pripadnikov.

### Podskupine
Od 16. stoletja do njihove preselitve sredi 19. stoletja so Nogajci živeli ob severni obali Črnega morja. Razdeljeni so bili v naslednje podskupine (od zahoda proti vzhodu):
- Budžaški Nogajci, naseljeni od Donave do Dnestra,
- Džedsanski Nogajci, naseljeni od Dnestra do Buga,
- Džambojluški Nogajci, naseljeni od Buga do začetka polotoka Krima,
- Džediškulski Nogajci, naseljeni severno od polotoka Krima,
- Kubanski Nogajci, naseljeni severno od Azovskega morja okoli Primorska, nekdanjega Nogajska.

## Zgodovina
Ime Nogajci izhaja iz imena Nogaj Kana, generala Zlate horde, imenovane tudi Kipčaški kanat.  Jedro Nogajeve horde je tvorilo mongolsko pleme Mangiti ali Manguti. Nogajeva horda je bila podložna Astrahanskemu kanatu, po ruski osvojitvi Astrahana leta 1556 pa je svoje fevdalne obveznosti prenesla na Krimski kanat. Nogajci so branili severne meje kanata in z organiziranimi pohodi v severne stepe preprečevali naseljevanje Slovanov. Mnogo Nogajcev se je preselilo na Krimski polotok in služilo v kanovi konjenici. Po naselitvi na Krimu so prispevali k nastanku Krimskih Tatarov.
Nogajci niso bili samo dobri vojaki, ampak tudi dobri poljedelci. Obvladovali so pridelovanje žita in namakanje suhih step. Gojili so jaro pšenico in na sušo odporno proso. Redili so živino in drobnico in se celo sezono selili v iskanju boljših pašnikov za svoje živali. Bili so ponosni na svoje nomadske običaje in neodvisnost, ki je pri njih štela več kot ustaljeno življenje poljedelcev.
Imeli so dva vrhovna poglavarja: Jusufa Mirza in Ismaila Mirza. Jusuf Mirza je podpiral združitev z Osmanskim cesarstvom. Brat Ismail, ki je bil povezan z Rusi, je Jusufa iz zasede ubil in se razglasil za poglavarja po rusko oblastjo. Pristaši ubitega Jusufa so se odselili na Krim in v Jedisan in se pridružili Krimskemu kanatu. Privzeli so ime Kara, prebivalci Krima pa so jih kasneje preimenovali v Kiči (Mali). Nogajci, ki so ostali v sedanjem zahodnem Kazahstanu in na severnem Kavkazu so privzeli ime Uli (Mogočni/Močni).
Približno 500.000 Nogajcev se je po padcu Nogajeve horde okrog 16. stoletja preselilo v sedanju Turčijo. Naselili so se predvsem v okolici sedanjih turških mest Şanlıurfa, Gaziantep, Kırşehir, Eskişehir, Adana, Kahramanmaraş, Afyon in Bursa. Ti Nogajci ne govorijo več nogajskega jezika. Nekateri se sploh ne zavedajo svojega porekla, vendar živijo v svojih vaseh in imajo nogajske običaje.
Na začetku 17. stoletja so se iz step južne Sibirije ob obalah Irtiša v porečje spodnje Volge priselili predniki Kalmikov Ojrati. Selitev je imela več vzrokov, na splošno pa velja prepričanje, da so iskali pašnike za svoje črede. Ozemlje ob spodnji Volgi so dosegli okrog leta 1630. Ozemlje seveda ni bilo neobljudeno, ampak je pripadalo Nogajevi hordi. Kalmiki so pregnali Nogajce na ravnice severnega Kavkaza in v Krimski kanat, ki so bili pod oblastjo Osmanskega cesarstva. Nekaj skupin Nogajcev je poiskalo zaščito ruske garnizije v Astrahanu. Preostala turška nomadska plemena so postala vazali Kalmiškega kanata.
Po ruski priključitvi Krima so nogajske pašnike zasedli slovanski naseljenci, saj Nogajci niso imeli stalnih prebivališč. V 1770. in 1780. letih je Katarina Velika približno 120.000 Nogajcev iz Besarabije in območij severovzhodno od Azovskega morja preselila v Kuban in na Kavkaz. Med rusko-turško vojno je ruski knez Grigorij Aleksandrovič Potemkin leta 1790 odredil vrnitev nekaterih nogajskih družin s Kavkaza na Krim, ker se je bal, da bodo zbežali k Osmanskim Turkom na severni obali Azovskega morja.
S podpisom mirovne pogodbe v Iaşiju leta 1792 se je ruska meja premaknila do Dnestra in zajela celoten Jedisan. Po podpisu mirovne pogodbe v Bukarešti leta 1812 je prišla pod rusko oblast tudi pokrajina Budžak.
Po zasedbi nogajskega ozemlja so ruske oblasti na več načinov, tudi s požiganjem šotorskih naselij in omejevanjem svobodnega gibanja, Nogajce prisilile k stalni naselitvi. Ruski general Suvorov je leta 1783 pobil več tisoč upornih kubanskih Nogajcev. Več nogajskih plemen se je zateklo k Čerkezom ali se po dveh poteh preselilo v Osmansko cesarstvo. Približno 7.000 Nogajcev se je pred letom 1860 naselilo v Dobrudži. Večina njih se je kasneje preselila v Anatolijo. Veliko preseljevanje Nogajcev se je zgodilo leta 1860. Mnogo klanov iz Kambojluške in Kubanske horde se je preselilo na zahod v južno Ukrajino in prezimilo pri svojih sonarodnjakih. V Dobrudžo so se selili preko pristanišč Feodozija in  Kerč ali preko step. V tem obdobju se je 50.000 od približno 70.000 Nogajcev iz kubanske in sosednje stavropolske regije Ruskega cesarstva preselilo v Osmansko cesarstvo. Mednje so všteti tudi Nogajci s Krima, naseljeni v okrožjih Evpatorija, Perekop in severni Simferopol. Leta 1860 je Krim zapustilo tudi 300.000 Tatarov (vključno z Nogajci). Na podoben način je leta 1861 izginilo tudi 50.000 Nogajcev iz južne Ukrajine. Nogajski klani s Kavkaza so skupaj s Čerkezi emigrirali v Anatolijo.
Nogajce, ki so v pokrajini Moločna severno od Azovskega morja od leta 1803 živeli skupaj z nemškimi priseljenci menoniti, so izselili leta 1860.